# Николаевка (Уфимский район)
Никола́евка (баш. Николаевка) — деревня в Уфимском районе Республики Башкортостан Российской Федерации. Административный центр Николаевского сельсовета. Согласно переписи 2020 года население составляло 2540 человек.

## География
Расстояние до:
- районного центра (Уфа): 25 км.
- ближайшей ж/д станции (Уфа): 25 км.

## Население
| 2002 | 2009  | 2010  |
| ---- | ----- | ----- |
| 2340 | ↗2750 | ↘2738 |

Согласно переписи 2002 года, преобладающие национальности — русские (53 %), татары (30 %).

## Религия
В селе есть православная церковь Николая Чудотворца и мечеть.

## Известные уроженцы
- Кузьмин Илья Васильевич (род. 1922) — советский юрист, военный прокурор, преподаватель. Заслуженный юрист РСФСР (1977). Участник Великой Отечественной войны. Член ВКП(б).